# Maud Lindström
Maud Lindström, född 21 mars 1980 i Karlstad, är en svensk trubadur. Lindström är från hösten 2017 ledare för visutbildningen vid Nordiska folkhögskolan i Kungälv. Hon har dessförinnan spelat på bland annat Hultsfredsfestivalen, Arvikafestivalen, Stockholm Pride och Göteborgs kulturkalas, och besökt klubbar, skolor, och vis- och feministfestivaler över hela landet sedan 2001. Under våren 2008 turnerade hon med Riksteaterns föreställning Almost Like Boys tillsammans med Nour El Refai och Cecilia Forss, som också åkte med på Lars Winnerbäcks sommarturné, och senare med egna föreställningen Allmänmänskligt! bland annat med Estrad Norr, Musik i Väst, Länsmusiken i Kalmar och Huddinge kommun.

## Diskografi
- 2004 – Fröken Normal (EP)
- 2005 – Strategivisor för kärlekskritiker (studioalbum)
- 2006 – Vacker vid vatten (singel)